# Suez (filme)
Suez (bra Suez) é um filme estadunidense de 1938, do gênero drama histórico-romântico-biográfico, dirigido por Allan Dwan para a 20th Century Fox, com roteiro baseado na vida do diplomata francês Ferdinand de Lesseps e nos seus esforços para construir o canal de Suez de 1859 a 1869. 
Após o lançamento na França, os descendentes de Lesseps tentaram um processo por difamação, sem sucesso.

## Elenco
- Tyrone Power...Ferdinand de Lesseps
- Loretta Young... cdssa. Eugenie De Montijo
- Annabella...Toni Pellerin
- J. Edward Bromberg... príncipe Said
- Joseph Schildkraut... visconde René De Latour
- Henry Stephenson... conde Mathieu de Lesseps
- Sidney Blackmer... marquês Du Brey
- Maurice Moscovitch...Muhammad Ali do Egito
- Sig Rumann... sgt. Pellerin
- Nigel Bruce...sir Malcolm Cameron
- Miles Mander...Benjamin Disraeli
- George Zucco...premiê
- Leon Ames...Napoleão 3.º
- Rafaela Ottiano...Maria De Teba
- Victor Varconi...Victor Hugo
- Georges Renavent...presidente do banco
- Frank Reicher... gen. Changarnier
- Carlos De Valdez... conde Hatzfeldt
- Jacques Lory...Millet
- Albert Conti...M. Fourier
- Brandon Hurst...Franz Liszt
- Marcelle Corday... mme. Paquineau
- Odette Myrtle... duquesa
- Egon Brecher... médico
- Alphonse Martell...General St. Arnaud
- Montague Shaw... idoso
- Leonard Mudie... mensageiro

## Sinopse
Na década de 1840, o jovem e atlético francês Ferdinand de Lesseps está enamorado da Condessa Eugenie de Montijo e é correspondido, mas a bela mulher também chama a atenção do Presidente Louis-Napoléon Bonaparte. Ferdinand ironiza a intenção de Bonaparte de se tornar Imperador e este, quando ouve, imediatamente ordena ao rapaz que vá para a Embaixada do Egito, onde o pai dele, o Conde Mathieu de Lesseps, serve como Cônsul-Geral da França. Antes de partir, Ferdinand pede a mão da Condessa Eugenie em casamento, mas a moça, ao saber do interesse do presidente por ela, prefere ficar em Paris. Desiludido, Ferdinand chega ao Egito e começa a trabalhar com o pai, que deseja que se torne amigo do Príncipe Said. Ao mesmo tempo, o rapaz conhece e fica amigo da impetuosa jovem Toni, neta do Sargento francês Pellerin. Nessa época, Ferdinand tem a ideia de construir o Canal de Suez, que possibilitaria reativar uma rota comercial utilizada pelos fenícios quando havia água naquele local. O projeto sofre com a oposição dos ingleses e de seus aliados turcos, e também de Bonaparte. Quando o presidente tenta se tornar Imperador, há uma ameaça de guerra civil com a instauração de uma Assembleia, liderada pelo Conde de Lesseps. Eugenie procura Ferdinand com uma proposta de Bonaparte e o rapaz acaba convencendo o pai e os opositores do governo a encerrarem a Assembleia. Bonaparte compensa Ferdinand aprovando a construção do canal, mas manda prender os opositores. Isso faz com que todos os amigos do rapaz se sintam traídos por ele. Apesar de se sentir enganado e desonrado, Ferdinand resolve iniciar a construção do canal, atendendo ao desejo de seu amigo e agora Vice-Rei do Egito Said, além de ser incentivado por Toni, que não esconde estar apaixonada por ele.

## Produção
Em setembro de 1937 artigos na Impressa informaram que Tyrone Power iria estrelar o filme com Simone Simon. Darryl F. Zanuck informara que em junho Simon tinha assinado como a estrela feminina. Em março de 1938, Zanuck revelou que aprovara um orçamento de 2 milhões de dólares, e que o ator George Arliss, vencedor do Óscar de melhor ator pelo papel-título de Disraeli, poderia aparecer retomando sua interpretação premiada Loretta Young e Annabella entraram para o elenco no mesmo mês, ficando de fora Simon. Em 23 de abril de 1939, seis meses após a premiere de Suez, Tyrone Power, 24 anos de idade, e Annabella, 31 anos, se casaram (primeira vez dele, terceira dela). O matrimônio durou até 1948.

## Óscar
| Premiação  | Categoria            | Recipiente       | Resultado |
| ---------- | -------------------- | ---------------- | --------- |
| Oscar 1939 | Melhor trilha sonora | Louis Silvers    | Indicado  |
| Oscar 1939 | Melhor fotografia    | Peverell Marley  | Indicado  |
| Oscar 1939 | Melhor som           | Edmund H. Hansen | Indicado  |